# L'Île au trésor (film, 1972)
Pour les articles homonymes, voir L'Île au trésor (homonymie) et Treasure Island.
Pour plus de détails, voir Fiche technique et Distribution.
L'Île au trésor (Treasure Island) est un film britannique réalisé par John Hough et Andrea Bianchi, adapté du roman L'Île au trésor de Robert Louis Stevenson, sorti en 1972.

## Synopsis
Dans un port de l'Angleterre, en 1765, Billy Bones, un vieux loup des mers, s'installe dans l'auberge des Hawkins. Jim le fils de la famille, devient son confident. Un jour, d'anciens compagnons d'armes du célèbre flibustier Flint débarquent et causent la mort de Billy Bones. Ce dernier a laissé un coffre où Jim découvre une carte indiquant l'emplacement du trésor de Flint...

## Fiche technique
- Titre : L'Île au trésor
- Titre original : Treasure Island
- Réalisation : John Hough, assisté d'Andrea Bianchi et d'Edmond Freess
- Scénario : Bautista de la Calle, Hubert Frank, Wolf Mankowitz, Antonio Margheriti, Gérard Vergez, Orson Welles (sous le nom O.W. Jeeves) d'après le roman de Robert Louis Stevenson
- Production : Artur Brauner, Luis Bermejo Carrión, George Davis, Andrés Vicente Gómez, François de Lannurien, Harry Alan Towers
- Musique : Natale Massara
- Photographie : Cecilio Paniagua
- Montage : Nicholas Wentworth
- Décors : José María Alarcón
- Pays d'origine :  Royaume-Uni,  France,  Italie,  Espagne,  Allemagne de l'Ouest
- Langue : anglais
- Genre : aventures
- Durée : 94 minutes
- Date de sortie : 1972

## Distribution
- Kim Burfield : Jim Hawkins
- Orson Welles : Long John Silver
- Rik Battaglia : Captain Smollett
- Ángel del Pozo : Docteur Livesey
- Lionel Stander : Billy Bones
- Michel Garland : George Merry
- Aldo Sambrell : Israel Hands
- Jean Lefebvre : Ben Gunn
- Walter Slezak : Ecuyer Trelawney
- Maria Rohm : Madame Hawkins
- Paul Müller : un aveugle
- Alibe : Madame Silver
- José Luis Chinchilla : Anderson
- Víctor Israël : Morgan
- José Jaspe : Tommy
- Bernabe Barta Barri
- Adolfo Thous